# Jim Slater
Pour les articles homonymes, voir Slater.
James Parker Slater (né le 9 décembre 1982 à Petoskey dans l'État du Michigan aux États-Unis) est un joueur professionnel américain de hockey sur glace.

## Carrière de joueur
Après avoir joué quatre saisons avec les Spartans de Michigan States de la Central Collegiate Hockey Association où il fut le capitaine, Slater fut repêché en première ronde, 30e au total par les Thrashers lors du repêchage d'entrée dans la LNH 2002. Il obtint 10 buts et autant de passes à sa saison recrue chez les Thrashers, en 2005-2006.
Au niveau international, Slater fut membre de l'équipe des États-Unis lors du Championnat du monde junior de hockey sur glace de 2002 et également lors du Championnat du monde de hockey sur glace de 2006 où l'équipe s'inclina en quart de finale face aux futurs champions, la Suède.

## Statistiques

### En club
| Saison     | Équipe                     | Ligue      |     | Saison régulière | Saison régulière | Saison régulière | Saison régulière | Saison régulière |   | Séries éliminatoires | Séries éliminatoires | Séries éliminatoires | Séries éliminatoires | Séries éliminatoires |
| Saison     | Équipe                     | Ligue      | PJ  | B                | A                | Pts              | Pun              | PJ               | B | A                    | Pts                  | Pun                  |                      |                      |
| 1998-1999  | Barons de Cleveland        | NAHL       | 50  | 13               | 20               | 33               | 58               | 2                | 0 | 0                    | 0                    | 2                    |                      |                      |
| 1999-2000  | Barons de Cleveland        | NAHL       | 56  | 35               | 50               | 85               | 129              | 3                | 1 | 3                    | 4                    | 4                    |                      |                      |
| 2000-2001  | Barons de Cleveland        | NAHL       | 48  | 27               | 37               | 64               | 122              | 6                | 6 | 6                    | 12                   | 6                    |                      |                      |
| 2001-2002  | Spartans de Michigan State | NCAA       | 37  | 11               | 21               | 32               | 50               | -                | - | -                    | -                    | -                    |                      |                      |
| 2002-2003  | Spartans de Michigan State | NCAA       | 37  | 18               | 26               | 44               | 26               | -                | - | -                    | -                    | -                    |                      |                      |
| 2003-2004  | Spartans de Michigan State | NCAA       | 42  | 19               | 29               | 48               | 38               | -                | - | -                    | -                    | -                    |                      |                      |
| 2004-2005  | Spartans de Michigan State | NCAA       | 41  | 16               | 32               | 48               | 30               | -                | - | -                    | -                    | -                    |                      |                      |
| 2005-2006  | Thrashers d'Atlanta        | LNH        | 71  | 10               | 10               | 20               | 46               | -                | - | -                    | -                    | -                    |                      |                      |
| 2005-2006  | Wolves de Chicago          | LAH        | 4   | 0                | 2                | 2                | 2                | -                | - | -                    | -                    | -                    |                      |                      |
| 2006-2007  | Thrashers d'Atlanta        | LNH        | 74  | 5                | 14               | 19               | 62               | 4                | 0 | 0                    | 0                    | 2                    |                      |                      |
| 2007-2008  | Thrashers d'Atlanta        | LNH        | 69  | 8                | 5                | 13               | 41               | -                | - | -                    | -                    | -                    |                      |                      |
| 2007-2008  | Wolves de Chicago          | LAH        | 3   | 0                | 0                | 0                | 0                | -                | - | -                    | -                    | -                    |                      |                      |
| 2008-2009  | Thrashers d'Atlanta        | LNH        | 60  | 8                | 10               | 18               | 52               | -                | - | -                    | -                    | -                    |                      |                      |
| 2009-2010  | Thrashers d'Atlanta        | LNH        | 61  | 11               | 7                | 18               | 60               | -                | - | -                    | -                    | -                    |                      |                      |
| 2010-2011  | Thrashers d'Atlanta        | LNH        | 36  | 5                | 7                | 12               | 19               | -                | - | -                    | -                    | -                    |                      |                      |
| 2011-2012  | Jets de Winnipeg           | LNH        | 78  | 13               | 8                | 21               | 42               | -                | - | -                    | -                    | -                    |                      |                      |
| 2012-2013  | Jets de Winnipeg           | LNH        | 26  | 1                | 1                | 2                | 19               | -                | - | -                    | -                    | -                    |                      |                      |
| 2013-2014  | Jets de Winnipeg           | LNH        | 27  | 1                | 1                | 2                | 8                | -                | - | -                    | -                    | -                    |                      |                      |
| 2014-2015  | Jets de Winnipeg           | LNH        | 82  | 5                | 8                | 13               | 58               | 4                | 0 | 0                    | 0                    | 0                    |                      |                      |
| 2015-2016  | Genève-Servette HC         | LNA        | 32  | 15               | 13               | 28               | 22               | 10               | 3 | 2                    | 5                    | 41                   |                      |                      |
| 2016-2017  | Genève-Servette HC         | LNA        | 44  | 8                | 15               | 23               | 54               | 2                | 0 | 0                    | 0                    | 0                    |                      |                      |
| 2017-2018  | HC Fribourg-Gottéron       | NL         | 45  | 14               | 17               | 31               | 67               | 1                | 0 | 0                    | 0                    | 0                    |                      |                      |
| Totaux LNH | Totaux LNH                 | Totaux LNH | 584 | 67               | 71               | 138              | 407              | 8                | 0 | 0                    | 0                    | 2                    |                      |                      |

### En équipe nationale
| Année | Équipe         | Compétition                 |   | PJ | B | A | Pts | Pun | +/-      |  | Résultat |
| 2002  | États-Unis U20 | Championnat du monde junior | 7 | 1  | 4 | 5 | 8   | +1  | 5e place |  |          |
| 2006  | États-Unis     | Championnat du monde        | 7 | 0  | 1 | 1 | 2   | 0   | 7e place |  |          |
| 2012  | États-Unis     | Championnat du monde        | 8 | 2  | 1 | 3 | 6   | -2  | 7e place |  |          |
| 2018  | États-Unis     | Jeux olympiques             | 3 | 1  | 0 | 1 | 0   | +1  | 7e place |  |          |

## Honneurs et trophées
- North American Hockey League
  - Membre de la Première équipe d'étoiles en 2000 et 2001.
- Central Collegiate Hockey Association
  - Membre de l'équipe d'étoiles des recrues en 2002.
  - Membre de la première équipe d'étoiles en 2003 et en 2004.
- National Collegiate Athletic Association
  - Membre de la deuxième équipe d'étoiles de l'ouest des États-Unis en 2004.

## Parenté dans le sport
Son père Bill Slater jouait en défense de football américain chez les Patriots de la Nouvelle-Angleterre.